# Europäische Jugendzentren

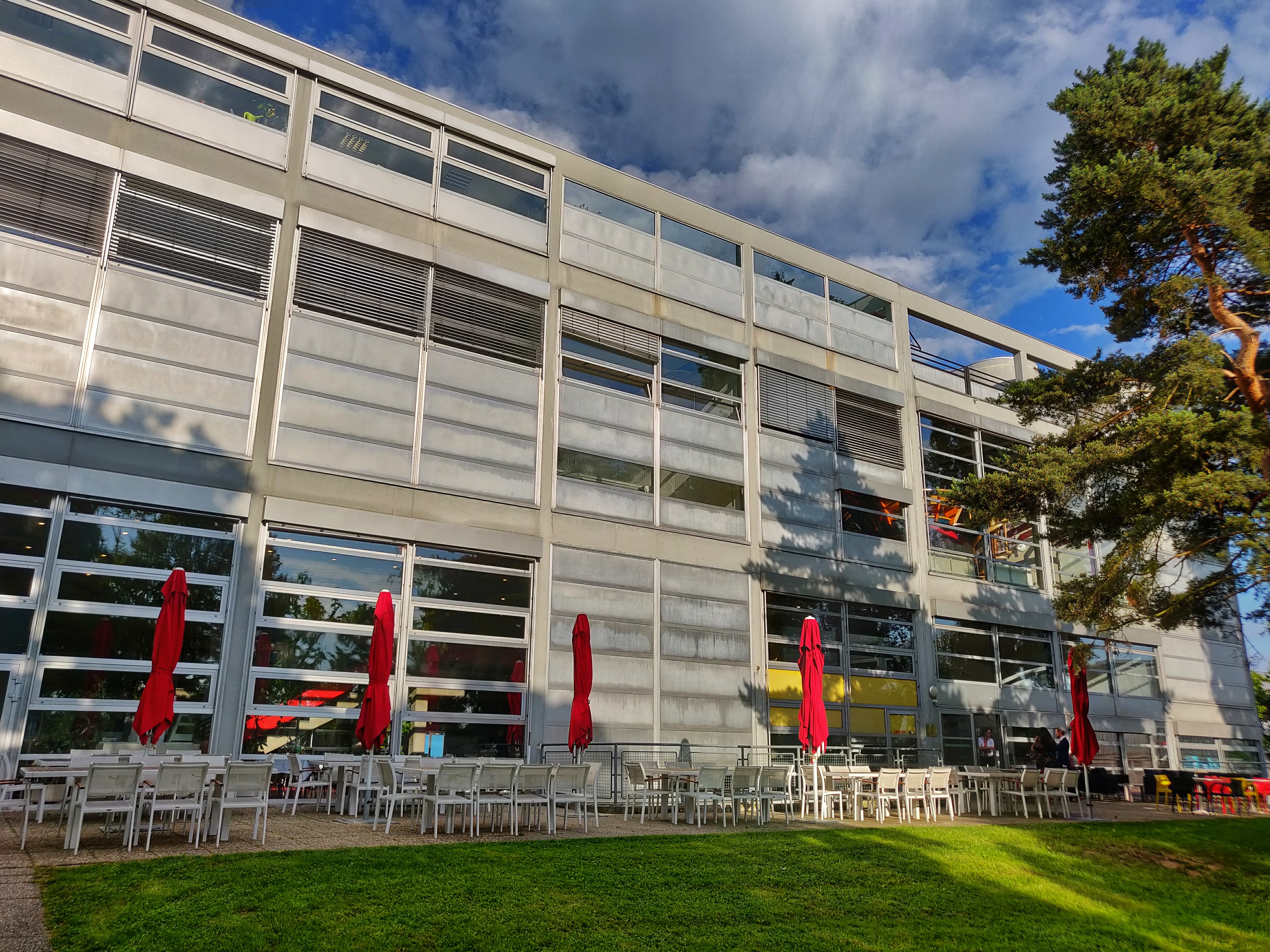
Europäisches Jugendzentrum Straßburg (2019)

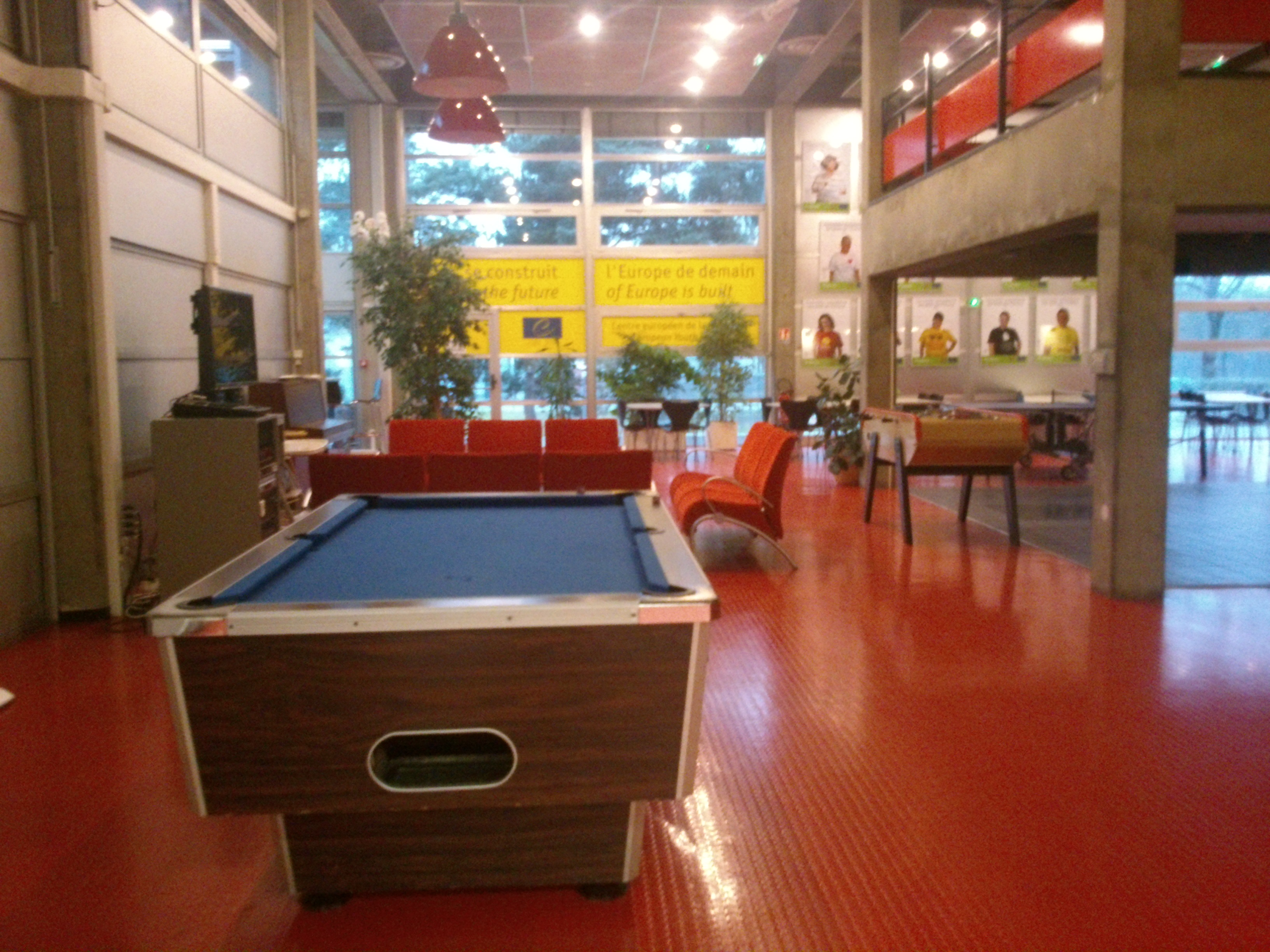
Europäisches Jugendzentrum Straßburg, Innenansicht (2013)

Die Europäischen Jugendzentren – englisch European Youth Centres (EYC), französisch Centre européen de la jeunesse (CEJ) – sind zwei Einrichtungen in Straßburg und Budapest der Jugendabteilung in der Direktion für Demokratische Partizipation des Europarats. Die Europäischen Jugendzentren werden als Teil der Internationalen Jugendarbeit, vor allem von Jugendverbänden, als Bildungs-, Ausbildungs- und Tagungszentren für non-formalen Bildung genützt, verfügen über Unterkünfte sowie ein Team von pädagogischen Mitarbeitern und empfangen jedes Jahr mehrere tausend Teilnehmer (300.000 in 40 Jahren, Stand 2012). Die Europäischen Jugendzentren sind Instrumente des Europarates zur Stärkung der europäischen Zivilgesellschaft, Aufrechterhaltung der Menschenrechte und der kulturellen Vielfalt, sowie des sozialen Zusammenhalts und der Beteiligung von jungen Menschen.

## Europäisches Jugendzentrum Straßburg
Das Europäische Jugendzentrum Straßburg (EYCS) wurde 1972 gemeinsam mit dem Europäischen Jugendwerk zur Umsetzung der Jugendpolitik des Europarates gegründet. Das Gebäude des Europäischen Jugendzentrums in Straßburg ist eine zeitgenössisch-funktionelle Konstruktion und wurde von den norwegischen Architekten Kjell Lund und Nils Slaatto Ende der 1960er Jahre entworfen. Das derzeitige Mobiliar gestaltete der dänische Architekt und Designer Arne Jacobsen. Das Europäische Jugendzentrum in Straßburg ist ein Beispiel moderner skandinavischer Architektur.
Das Gebäude des Europäischen Jugendzentrums befindet sich im europäischen Viertel von Straßburg, im Stadtteil Wacken, wenige hundert Meter vom Europäischen Gerichtshof für Menschenrechte und dem Europäischen Parlament entfernt. Der Standort wurde gewählt, weil er für die Bildungsaktivitäten sowohl die erforderliche Ruhe als auch Erholungsmöglichkeiten bietet. Es liegt zwischen dem Marne-Rhein-Kanal, sowie den Flüssen Ill und Aar und wurde vom Straßburger Stadtrat zur Verfügung gestellt.

## Europäisches Jugendzentrum Budapest

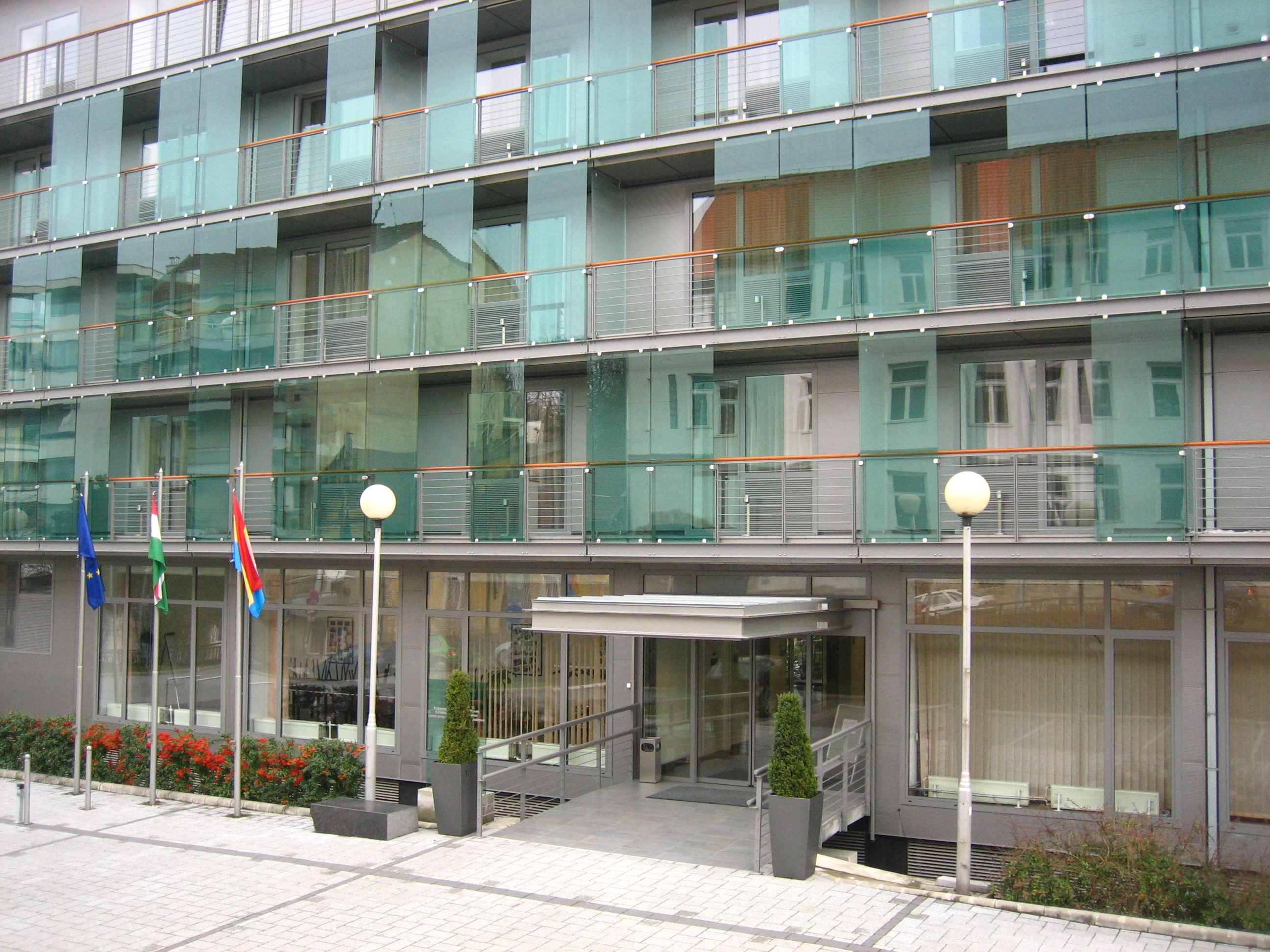
Europäisches Jugendzentrum Budapest (2008)

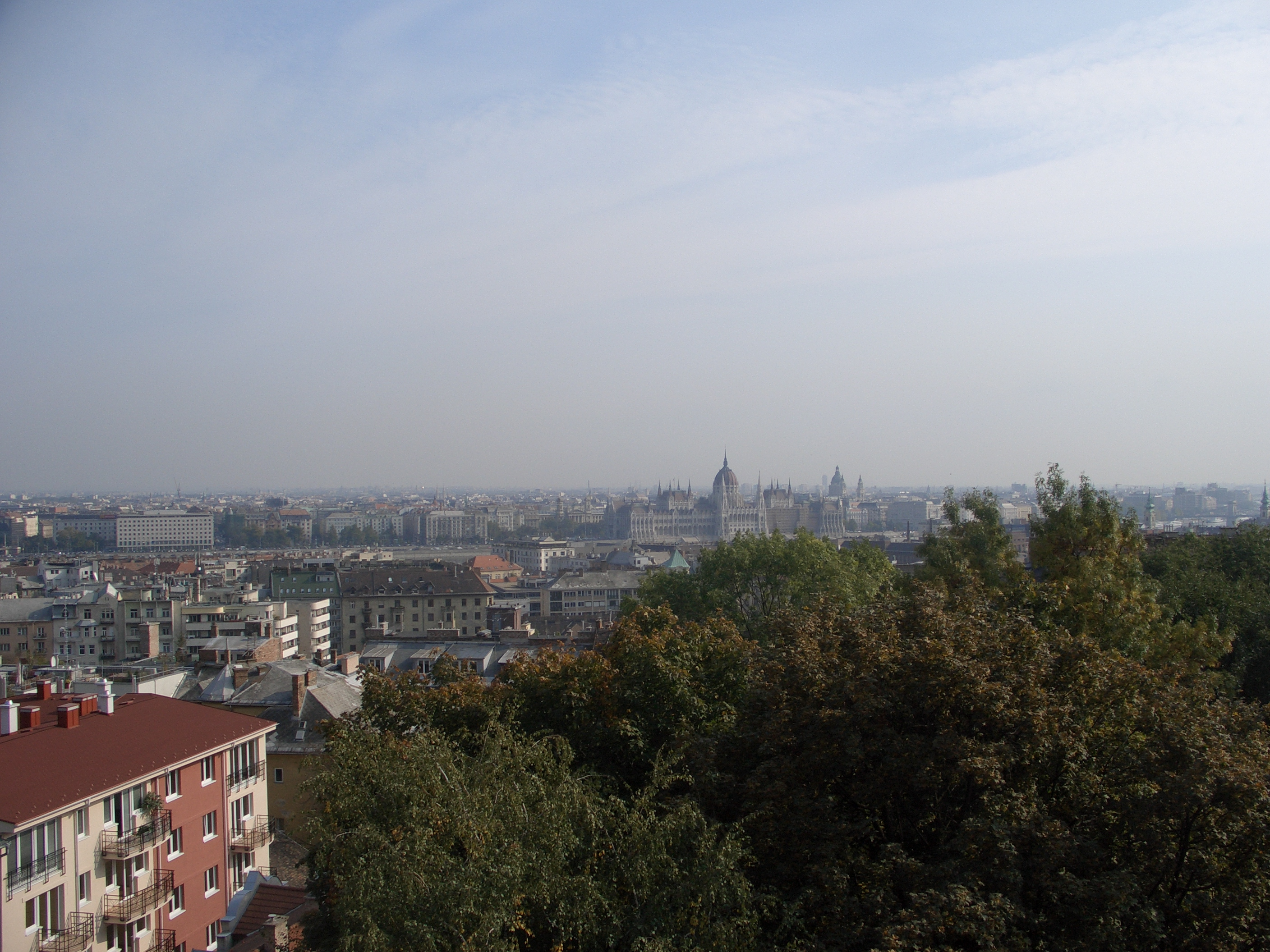
Aussicht vom Europäischen Jugendzentrum Budapest auf die Stadt (2006)

Das Europäische Jugendzentrum Budapest (EYCB) wurde 1995 in einem Gebäude gegründet, das 1964 erbaut und ursprünglich als Hotel Ifjúság (deutsch Jugendhotel) der kommunistischen Jugendorganisation für internationale Treffen konzipiert wurde. Nach dem Fall des Eisernen Vorhangs wollte der Europarat ein weiteres Jugendzentrum in einem der neuen Mitgliedsstaaten des ehemaligen Ostblocks gründen, wobei die Entscheidung 1991 für Budapest und gegen Bratislava und Krakau fiel, v. a. da die ungarische Regierung das Gebäude dem Europarat mietfrei zur Verfügung stellt. Anfang der 1990er Jahre gab es einen Rechtsstreit über die Eigentümerschaft des Gebäudes, da neben dem ungarischen Staat, auch die kommunistische Jugendorganisation diese für sich beanspruchte. Nach der Klärung zu Gunsten des Staates, wurde für den Umbau und die Modernisierung des ehemaligen Hotelgebäudes in ein modernes Kongresszentrum von Seiten des Europarates der Architekt Philippe de Romémont und von Seiten der ungarischen Regierung László Tóth beauftragt.
Seit Bestehen des Zentrums bis 2015 beherbergte das EYCB mehr als 40.000 Jugendliche aus durchschnittlich 72 Ländern pro Jahr. Das Gebäude befindet sich auf der Budaer Seite der Stadt, relativ nahe an der Burg und einige hundert Meter von der Donau entfernt und ist für seinen schönen Ausblick über Budapest vom Konferenzbereich im 4. Stock bekannt.
Das EYCB wurde im Sommer 2005 einer umfassenden dreimonatigen Renovierung seiner Außenstruktur unterzogen, die von der ungarischen Regierung gezahlt wurde.